# Little Wolf

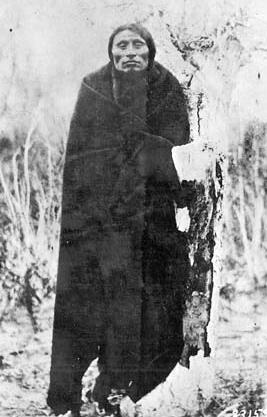
Little Wolf

Oh-cum-ga-che, besser bekannt als Little Wolf, zuweilen auch Red Bird (* um 1820 im Gebiet der Black Hills, South Dakota; † 1904 im Lame-Deer-Reservat, Montana), war ein Häuptling der Himoweyuhkis (Crooked Lances oder Elk Horn Scrapers), einer Kriegergesellschaft der Cheyenne-Indianer.
Little Wolf war Mitunterzeichner des Vertrags von Fort Laramie (6. November 1868). 1873 besuchte er Washington D. C.
Er kämpfte in der Schlacht am Little Bighorn.
Am 24. November 1876 stellte Colonel Randall Slidell McKenzie am Crazy Woman Creek (Wyoming) die geflohenen Reservats-Cheyenne unter Little Wolf, Dull Knife und Yellow Nose und am 30. September 1878 besiegten US-Truppen die Cheyenne unter Little Wolf am Sappa Creek (Kansas).
Little Wolf hatte zwei Frauen, eine davon hieß Starving Elk.
Dieser Artikel basiert auf dem Artikel Little Wolf (Memento vom 1. Juli 2010 im Internet Archive) aus der freien Enzyklopädie Indianer-Wiki (Memento vom 18. März 2010 im Internet Archive) und steht unter Creative Commons by-sa 3.0. Im Indianer-Wiki war eine Liste der Autoren (Memento vom 1. Juli 2007 im Internet Archive) verfügbar.
| Personendaten    | Personendaten |
| ---------------- | --- |
| NAME             | Little Wolf |
| ALTERNATIVNAMEN  | Oh-cum-ga-che; Red Bird |
| KURZBESCHREIBUNG | US-amerikanischer Häuptling der Himoweyuhkis (Crooked Lances oder Elk Horn Scrapers), einer Kriegergesellschaft der Cheyenne-Indianer |
| GEBURTSDATUM     | um 1820 |
| GEBURTSORT       | Black Hills, South Dakota |
| STERBEDATUM      | 1904 |
| STERBEORT        | Lame-Deer-Reservat, Montana |